# Connétable de Champagne
Le connétable de Champagne (du latin : comes stabuli, « comte de l’étable », comprendre comte chargé des écuries et donc de la cavalerie de guerre) était un haut dignitaire du comté de Champagne pendant la période comtale, membre de la cour du comte, dont il commande l’armée.

## Fonction
Le connétable de Champagne est chargé de diriger l'armée du comte de Champagne ainsi que de régler les différends d'origine militaire entre les chevaliers ou les hommes de leur ban. Il est assisté dans sa mission par un ou plusieurs maréchaux, mais reste hiérarchiquement inférieur au sénéchal.
Cette charge est rémunérée par le comte et donnée à titre viager et n'est donc pas héréditaire, bien qu'elle soit restée pendant plusieurs générations au sein de la maison de Dampierre.

## Liste des connétables de Champagne

### SousThibaudIerde Troyes
- Hugues, dont le nom de famille est inconnu, connétable vers 1089[AJ 2].

### SousHuguesIerde Champagne
- Pierre, fils de Jean de Vitry, connétable en 1114[AJ 3].

### SousHenriIerde Champagne, ditle Libéral
- Eudes de Pougy († vers 1169), seigneur de Pougy et de Marolles[AJ 4].
- Guillaume Ier de Dampierre († vers 1174), seigneur de Dampierre, de Saint-Dizier, de Moëslains et de Saint-Just[AJ 4].

### SousHenri II de Champagne,Thibaut III de Champagneet la régence deBlanche de Navarre

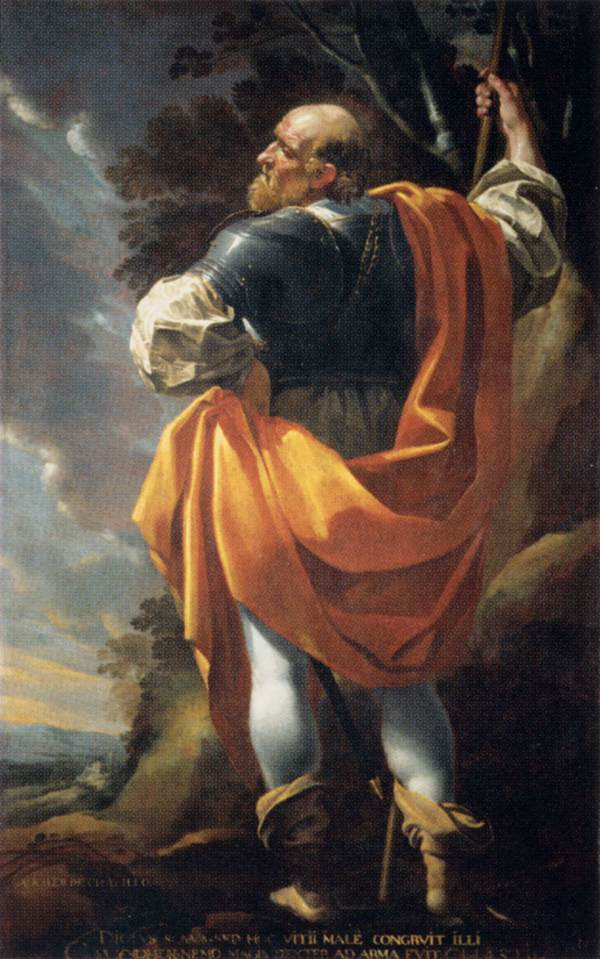
Gaucher de Châtillon, connétable de France et de Champagne.

- Guy II de Dampierre († vers 1216), seigneur de Dampierre, de Saint-Dizier, de Moëslains et de Saint-Just, fils du précédent[AJ 5],[Note 2].

### SousThibaut IV de Champagne, également roi de Navarre
- Archambaud de Dampierre († en 1242), seigneur de Bourbon, fils du précédent, connétable de Champagne jusqu'en 1221 environ où il laissé la charge à son frère puîné, qui suit[AJ 6].
- Guillaume II de Dampierre († en 1231), seigneur de Dampierre, de Saint-Dizier et de Moëslains, frère du précédent[AJ 6].
- Jean Ier de Dampierre, († en 1258), seigneur de Dampierre et de Saint-Dizier, fils du précédent[AJ 7].

### SousThibaut V de ChampagneetHenri III de Champagne, rois de Navarre
- Anseau V de Traînel († avant 1268), seigneur de Voisines et auparavant maréchal de Champagne[AJ 8].
- Eustache III de Conflans († après 1293), seigneur de Mareuil et auparavant maréchal de Champagne[AJ 8].

### Sous la régence deBlanche d'ArtoispuisJeanne de Champagne, reine de France et de Navarre
- Érard de Vallery († en 1277), seigneur de Vallery et Saint-Valérien[AJ 8].
- Gaucher V de Châtillon († en 1329), seigneur de Châtillon et comte de Porcien[AJ 9]. Il cumule cette fonction avec celle de connétable de France après la réunification du comté de Champagne au domaine royal à la suite du mariage entre Jeanne de Champagne, comtesse de Champagne et reine de Navarre, et l'héritier du trône de France Philippe le Bel.